# تهمت خون ۱۲۸۹ در شیراز
تهمت خون در شیراز به کشتار یهودیان شیراز در سال ۱۲۸۹ خورشیدی اشاره دارد. در این سال پس از شایعه قتل یک دختر مسلمان توسط یهودیان برای کسب خون آن برای طبخ در عید فطیر، مسلمانان به یهودیان هجوم بردند و در این واقعه به گزارش روزنامه اسرائیلی معاریو ۳ یهودی کشته شده‌است، اما به گفته نویسنده یهودی انگلیسی‌تبار، دیوید لیتمان، ۱۲ یهودی کشته و ۵۰ یهودی زخمی شدند.

## پیشینه
شیراز دارای جمعیت یهودی قابل ملاحظه‌ای از زمان‌های دور بوده‌است. حمله به یهودیان در شیراز چندین بار اتفاق افتاده‌است. در سال ۱۲۷۱ خورشیدی چندین یهودی در شیراز کشته شدند و در سال ۱۲۷۶ کنیسه آن‌ها سوزانده شد. حمله به یهودیان در شهرهای زرقان، لار، جهرم، داراب، نوبندگان، سروستان و کازرون ثبت شده‌است. جمشید صداقت تاریخدان ایرانی می‌نویسد که حمله به یهودیان در سده ۱۳ تقریباً هرسال اتفاق می‌افتاد تا اینکه سرانجام به دلیل فشارهای اروپاییان علی‌الخصوص دولت‌های انگلستان و فرانسه به پایان رسید. آخرین حمله به یهودیان تهمت خون سال ۱۲۸۹ است.

## اتفاقات سال ۱۲۸۹
در اوائل مهر ۱۲۸۹ خورشیدی در زمانی که کارگران در حال تخلیه فاضلاب یک خانه یهودی در شیراز بودند برگ‌هایی از یک کتاب پیدا شد که بعدها ادعا شد صفحات قرآن بوده‌است. این مسئله باعث خشم شدید مسلمانان شد. در همین زمان در اولین روز عید سکوت چندین یهودی از کنیسه به خانه برمی‌گشتند که زنی با حجاب را به همراه بسته‌ای دیدند. زن بسته را به سرعت به فاضلاب انداخت و فرار کرد. بعد از بازکردن بسته ساکنین خانه متوجه شدند که بسته حاوی یک نسخه قرآن بوده‌است. یهودیان با نمایندگان سازمان اتحاد جهانی آلیانس تماس کردند و نمایندگان این سازمان با میرزا ابراهیم ملای اعظم شیراز تماس گرفتند. میرزا ابراهیم قول داد که به این مسئله رسیدگی کند.
روز بعد چندین مرد وارد خانه ربی اعظم شیراز شدند. آن‌ها به همراه یک بازاری بودند که ادعا کرد دختر چهارساله‌اش روز قبل در محله یهودی‌ها دزدیده شده‌است و برای به دست آوردن خونش کشته شده‌است. ربی‌ها که بسیار ترسیده بودند گفتند که از چنین اتفاقی ناآگاهند و آن ادعا را بی‌اساس دانسته و آن را رد کردند. مردمی که جمع شده بودند تهدید کردند که در صورتی که دختر تا روز بعد پیدا نشود تمامی محله یهودی را به آتش خواهند کشید. در همان روز بدن کودک یک کیلومتر دورتر در پشت ساختمان مخروبه‌ای نزدیک به قبرستان یهودیان پیدا شد. بعضی تصور کردند که این بدن همان دختر است که توسط یهودیان رها شده‌است ولیکن بعد از بررسی به این نتیجه رسیدند که این جسد پسری یهودی است که هشت روز قبل دفن شده‌است.
صبح روز بعد جمعیت زیادی در بیرون یکی از ساختمان‌های دولتی جمع شدند. مردم معتقد بودند که یهودیان دختر بچه را کشته‌اند و خواستار انتقام بودند. مأمور دولت دستور حمله به تظاهر کنندگان را داد که باعث خشم مردم شد و مردم به سمت محله یهودی حمله‌ور شدند. سربازان با اینکه از طرف مافوق خود مأمور به محافظت از یهودیان شده بودند به مردم ملحق شدند و به یهودیان حمله کردند. در بین مردم سربازان، سادات شیراز، عشایر قشقایی و عرب خمسه و باصری و حتی زنان و کودکان بودند. حمله به یهودیان حدود شش تا هفت ساعت طول کشید و به تمامی ۲۶۰ خانه محله یهودی حمله شد. نماینده سازمان اتحاد جهانی آلیانس واقعه را اینطور بیان می‌کند:
مردم علاوه بر بردن اجناس یهودیان به حمله به آنان نیز مشغول شدند. بیشتر یهودیان از ترس فرار کردند و بعضی به خانه دوستان مسلمان خود رفتند. بعضی دیگر به سفارت انگلستان رفتند و درخواست کمک کردند. بعضی به ایوان‌ها و نزدیک مساجد فرار کردند. آن‌هایی که باقی ماندند یا کشته یا زخمی شدند. ۱۲ نفر در یک حمله کشته شدند. ۱۵ نفر به وسیله چاقو مجروح شدند. ۴۰ نفر دیگر نیز به‌طور سطحی زخمی شدند.
بعد از این واقعه نمایندگان سازمان اتحاد جهانی آلیانس و سفارت انگلستان مبلغ زیادی برای بازسازی محله یهودی کمک کردند. بعضی مسلمانان محل نیز به یهودیان کمک مالی کردند و به آنان نان، انگور و پول دادند. یک مسلمان ثروتمند یک تن نان فرستاد، استاندار دو تن نان اهدا کرد و مفتی اعظم شهر ۴۰۰ کیلو نان به یهودیان داد.